# Museu (mitologia)
D'acord amb la mitologia grega, Museu (en grec antic Μουσαῖος Mousaios) va ser un poeta, sacerdot, endeví i músic grec, fill d'Eumolp i de Selene. Se'l considera originari d'Eleusis. Està entre la mitologia i la realitat. La llegenda el fa contemporani d'Hèracles i de la família dels Eumòlpides. Hi ha altres versions, que el fan fill d'Orfeu, o de Tàmiris, o fins i tot de Linos, o també fill d'Antífem i Helena. Alguns deien que era nascut a Tràcia, i per tant, compatriota d'Orfeu. Segons altres tradicions va ser amic, deixeble, mestre, o simplement contemporani d'Orfeu.
Museu és considerat un gran músic, capaç de guarir les malalties amb les seves cançons. Estrabó diu que va ser un dels fundadors de la música, juntament amb Orfeu i Tàmiris. En la seva joventut, Museu va cantar al mont Helicó, on vivien les muses, i havia obtingut de Bòreas, com a recompensa, el do de volar. Aristòtil explica una opinió de Museu: pels mortals no hi havia cosa més agradable que cantar.
També se'l considerava endeví, i entre altres fets, instituí l'escola òrfica i compongué diversos himnes o composicions poètiques connectades amb els ritus del culte a Demèter a Eleusis i als misteris d'Eleusis. Alguns el consideraven el creador del vers dactílic. Diodor diu que Hèracles va arribar a Eleusis en un temps en què la iniciació als misteris estava presidida per Museu, que n'era sacerdot. Com a endeví va escriure molts oracles que van ser recollits per Onomàcrit i presentats al públic en època dels Pisistràtides (segle vi aC), però les seves profecies no van ser mai gaire conegudes. Va ser considerat sempre com un poeta més que com un endeví, i els seus oracles eren més aviat cants místics inspirats en la religió més que veritables profecies. Va fer prediccions sobre les guerres mèdiques. Pausànies cita un fragment d'uns "Oracles de Museu" on diu que els dos caps atenesos Tideu i Adimant, van ser subornats per Lisandre i van trair els grecs a la batalla d'Egospotamos. Herodot parla d'un altre oracle de Museu en relació amb un altre episodi de les guerres mèdiques, la Batalla de Salamina: diu que una forta ventada produïda per Zèfir va arrossegar fins a la platja de Colias, a l'Àtica, les restes dels naufragis produïts per la batalla, tal com Museu havia dit en un cant.
Aristòtil el fa casat amb Dioce; Hermesianax de Xipre amb Antiope. Suides diu que va tenir un fill de nom Eumolp, que altres tradicions fan fill de Posidó i al que s'atribueix la fundació dels misteris d'Eleusis. Va morir molt vell, i una tradició diu que va ser enterrat a la "muntanya de les muses". Aristòfanes diu que estava enterrat a Falèron; i Pausànies diu que la tradició explicava que al Pireu.
Com a poeta va ser considerat predecessor d'Homer i d'Hesíode, i va compondre moltes obres. Se li atribueixen:
- Χρησμοί, Oracles
- Ὑποθῆκαιa
- Himne a Demèter
- Ἐξακέσεις νόσων
- Θεογονία.
- Τιτανογραφία.
- Σφαῖρα. Sphaera
- Παραλύσεις
- Τελεταὶ
- Καθαρμοί

Segons Pausànies, en un poema titulat Eumolpia, Museu afirmava que l'oracle de Delfos havia estat, originàriament, un oracle de Posidó i de Gea, la Terra. Aquesta responia per ella mateixa, mentre que Posidó tenia un intèrpret. Però Pausànies en un altre lloc diu que l'única obra que es podia considerar escrita per Museu era l'Himne a Demèter.